# Mustapha Bouchelaghem
Mustapha Bouchelaghem (en arabe : مصطفى بوشلاغم), également connu sous le nom de Bey Bouchelaghem, de son vrai nom Mustapha ben Youcef, est le bey de l'Ouest de 1686 à 1737, connu pour avoir libéré Oran de l'occupation espagnole en 1708.

## Biographie

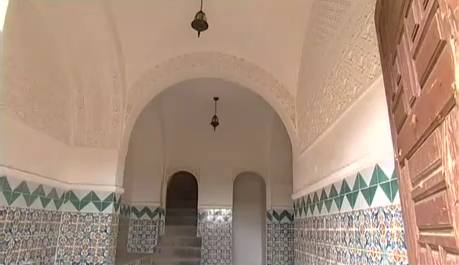
Mausolée du Bey Bouchlaghem et de sa femme Lalla Aïchouche à Mostaganem.

Mustapha ben Youcef descend d'une famille de notables de la Kalâa des Beni Rached, son père Youcef rejoint l'armée de la régence d'Alger et devient khalifah (lieutenant) du bey de Constantine pendant une période conséquente, avant de revenir s'installer à la Kalaa jusqu’à sa mort, laissant derrière lui une fille et huit garçons dont Mustapha est l'aîné.
Son nom complet est Mustapha ben Youcef Ben Mohamed ben Ishaq el-Mesrati. Le surnom « Bouchelaghem », et sa version espagnole « El Bigotillos », est une épithète faisant référence à sa moustache.
Il est nommé bey en 1686, après que son prédécesseur Chaban ez-Zenagui se fait tuer pendant qu'il assiégeait Oran. Il transfère le siège du beylik de Mazouna à Mascara à cause de sa position centrale.
En 1703, les troupes espagnoles attaquent la tribu des Beni Ameur, fidèle à Alger, ce qui envenime les relations entre les deux pays. À la suite de cela, Mustapha Bouchlaghem commence à harceler les espagnoles d'Oran et resserre le blocus de la ville, initialement avec ces propres troupes avant de recevoir de renforcement de la part du dey Mohamed Bektach. Il s'empare de la ville d'Oran le 20 janvier 1708 et Mers el-Kébir tombe le 4 avril. Mustapha Bouchlaghem transfère le siège de son beylik de Mascara à Oran.
En 1707, Mustapha entre en conflit avec le sultan alaouite Moulay Ismaïl qui essayait d'étendre son autorité sur l'ouest algérien. Avec l'aide des tribus locales comme les Beni Ameur, Mustapha parvient à infliger une défaite totale au sultan, qui doit renoncer à ses ambitions territoriales dans la région,.
En 1732, Oran et Mers el-Kébir sont de nouveau conquis par les espagnoles, Mustapha Bouchlaghem se retire à Mostaganem et reste bey pendant cinq ans jusqu'à sa mort en 1737.